# Bernau im Schwarzwald
Bernau im Schwarzwald (letteralmente: «Bernau nella Foresta Nera») è un comune tedesco situato nel land del Baden-Württemberg.

## Storia
Il 1º gennaio 1999 il comune di Bernau assunse la nuova denominazione di «Bernau im Schwarzwald» (lett.: «Bernau nella Foresta Nera»).